# Michael Seidenbecher
Michael Seidenbecher (* 6. November 1984 in Erfurt, seit 2025 Michael Vogel) ist ein ehemaliger deutscher Bahnradsportler.

## Sportliche Laufbahn
Michael Seidenbecher war in den Kurzzeitdisziplinen des Bahnradsports erfolgreich. Schon in den Nachwuchsklassen errang er über zwanzig thüringische Landestitel auf Bahn und Straße, bis der Sprinttrainer Jochen Wilhelm auf ihn aufmerksam wurde.
Ab 2010 wurde Seidenbecher in den Disziplinen Sprint, Keirin, Teamsprint sowie im 1000-m-Zeitfahren sechsmal Europameister sowie zehnmal deutscher Meister. Sieben Jahre in Folge, von 2002 bis 2008, gewann er den Albert-Richter-Sprintercup des Bundes Deutscher Radfahrer. 2010 gewann er den Großen Preis von Deutschland im Sprint.
2010 stürzte Michael Seidenbecher beim Keirinfinale des Weltcups in Cali schwer. Schwer verletzt musste er drei Monate mit dem Training aussetzen und konnte anschließend nur schwer an seine vorherige Form anknüpfen. 2011 gewann er beim Memorial of Alexander Lesnikov im Moskauer Velodrom von Krylatskoje den Wettbewerb im Keirin sowie mit Sebastian Döhrer und René Enders im Teamsprint. Wegen fehlender Ergebnisse wurde er aber für die Olympischen Spiele in London im Jahr darauf nur als Ersatzfahrer nominiert. Daraufhin beendete er seine aktive Radsport-Laufbahn.

## Berufliches
Von 2003 bis 2007 absolvierte Michael Seidenbecher in der Sportfördergruppe der Bundespolizei die Ausbildung zum Polizeimeister. Im April 2017 wurde er zum Oberkommissar befördert.

## Persönliches
Seit 2005 ist Seidenbecher mit der ehemaligen Bahnradsportlerin Kristina Vogel liiert. Mit der Heirat 2025 nahm er ihren Namen an. Das Paar lebt in Berlin.

## Erfolge
2001
- Junioren-Weltmeisterschaft – Teamsprint (mit Robert Gerhardt und Sascha Hartelt)
- Deutscher Junioren-Meister – Sprint

2002
- Junioren-Weltmeisterschaft – Sprint, Teamsprint (mit Michael Spiess und Dominik Krones)
- Junioren-Europameister – Sprint, Teamsprint (mit Robert Eichfeld und Michael Spiess)
- Junioren-Europameisterschaft – 1000-Meter-Zeitfahren
- Deutscher Junioren-Meister – Sprint, 1000-Meter-Zeitfahren, Teamsprint (mit Maximilian North und Sebastian Döhrer)

2003
- Deutscher Meister – Teamsprint (mit Matthias John und René Wolff)

2004
- Weltcup in Moskau – Teamsprint (mit Sören Lausberg und Jan van Eijden)
- Europameisterschaft (U23) – Sprint
- Europameisterschaft (U23) – 1000-Meter-Zeitfahren, Keirin

2005
- Europameister (U23) – Sprint, Keirin, 1000-Meter-Zeitfahren

2006
- Weltcup in Moskau – 1000-Meter-Zeitfahren
- Europameister (U23) – Teamsprint (mit René Enders und Maximilian Levy)
- Europameisterschaft (U23) – Sprint, Keirin
- Deutscher Meister – 1000-Meter-Zeitfahren

2007
- Deutscher Meister – 1000-Meter-Zeitfahren, Teamsprint (mit René Enders und Matthias John)

2008
- Deutscher Meister – Teamsprint (mit René Enders und Matthias John)